# Gregory Pincus
Gregory Pincus (født 9. april 1903, død 22. august 1967) var en amerikansk biolog og forsker, som var med til at opfinde p-pillen.